# Ofensiva de Alepo (noviembre-diciembre de 2016)
La ofensiva de Alepo (noviembre-diciembre de 2016), denominada en código Operación Amanecer de la Victoria por las fuerzas gubernamentales, fue una exitosa ofensiva militar lanzada por las Fuerzas Armadas Sirias y grupos aliados (SAA) contra los distritos controlados por los rebeldes en Alepo. La ofensiva se produjo después del final de la moratoria de los ataques aéreos de Rusia, y las Fuerzas Armadas rusas volvieron a realizar ataques aéreos pesados y con misiles de crucero contra las posiciones rebeldes en todo el noroeste de Siria.  La ofensiva tuvo como resultado que las fuerzas gubernamentales tomaran el control de todas las partes del este y sur de Alepo controladas por los rebeldes, y la evacuación de las fuerzas rebeldes restantes. 
La ofensiva se describió como un posible punto de inflexión en la Guerra Civil Siria.
Casi 1.200 personas murieron durante la operación,   incluidos más de 600 civiles,  mayoría de los cuales murieron en la parte de la ciudad controlada por los rebeldes donde tuvo lugar la ofensiva, pero al menos 149 también murieron por bombardeos rebeldes de partes de Alepo controladas por el gobierno y algunos murieron en ataques rebeldes en el enclave controlado por las Fuerzas Democráticas Sirias.

## Preludio

### Intervención de la flota rusa

#### Movimientos navales rusos
El 15 de octubre de 2016, un grupo de tareas ruso de la Flota del Norte de siete barcos compuesto por el portaaviones Almirante Kuznetsov, el crucero de batalla Pyotr Velikyi, dos destructores de la clase Udaloy, Severomorsk y el Vicealmirante Kulakov y varios barcos de suministro partieron de Severomorsk hacia el Mediterráneo Oriental para apoyar a las fuerzas del gobierno sirio que luchan contra las tropas rebeldes en Alepo. Después de navegar alrededor de Noruega, el almirante Kuznetsov realizó ejercicios de fuego real y operaciones de vuelo frente a las Shetland, seguidos por la fragata noruega HNoMS Fridtjof Nansen, la fragata británica HMS Richmond y el destructor HMS Duncan. El grupo de portaaviones pasó luego por el Canal de la Mancha el 21 de octubre, bajo la sombra del destructor británico HMS Dragon. Debido a la presión de la OTAN, el gobierno español negó a la fuerza naval repostar en Ceuta. El almirante Kuznetsov finalmente reabasteció de combustible en el norte de África el 26 de octubre. El grupo de trabajo se unió a otros diez buques de guerra rusos que ya estaban en el teatro de operaciones,  entre ellos la fragata Almirante Grigorovich que había partido de Sebastopol el 3 de noviembre. Durante la última etapa de su salida, el grupo Almirante Kuznetzov fue seguido por un submarino holandés clase Walrus, según fuentes rusas. El submarino fue "ahuyentado" por los destructores Severomorsk y el vicealmirante Kulakov.

#### Operaciones
El 15 de noviembre de 2016, el almirante Grigorovich lanzó una salva de misiles de crucero Kalibr contra posiciones rebeldes en la gobernación de Idlib, objetivos rebeldes y del Estado Islámico de Irak y el Levante (EIIL) y Jabhat al-Nusra en la gobernación de Homs, y según se informa partes de Alepo controladas por los rebeldes, algo que Rusia negó. El ataque fue apoyado por misiles P-800 Oniks lanzados desde una batería costera rusa dentro de Siria. Al mismo tiempo, los Sukhoi Su-33 del almirante Kuznetsov llevaron a cabo ataques aéreos en todo el noroeste y oeste de Siria. El avión golpeó "depósitos de municiones, grupos de terroristas y sus centros de entrenamiento, así como instalaciones que se utilizan para fabricar medios de destrucción masiva que se utilizan contra civiles", según el ministro de Defensa ruso, Sergey Shoigu.

### Fuerzas sirias
La ofensiva en Alepo se anunció el mismo día, con el inicio de fuertes ataques aéreos sirios y rusos.  Las Fuerzas Armadas de Siria y las milicias aliadas hicieron "los preparativos finales" para un asalto a gran escala en el este de Alepo, mientras que aviones de la Fuerza Aérea Siria (SyAAF) atacaron áreas rurales y suburbanas alrededor del sector controlado por los rebeldes. La ciudad misma fue posteriormente atacada por aviones y helicópteros. El comando sirio reunió una fuerza terrestre compuesta por tropas especiales sirias, milicias de Hezbolla y paramilitares iraquíes aliados.

## La ofensiva

### Combate inicial y aproximación del Ejército a Hanano

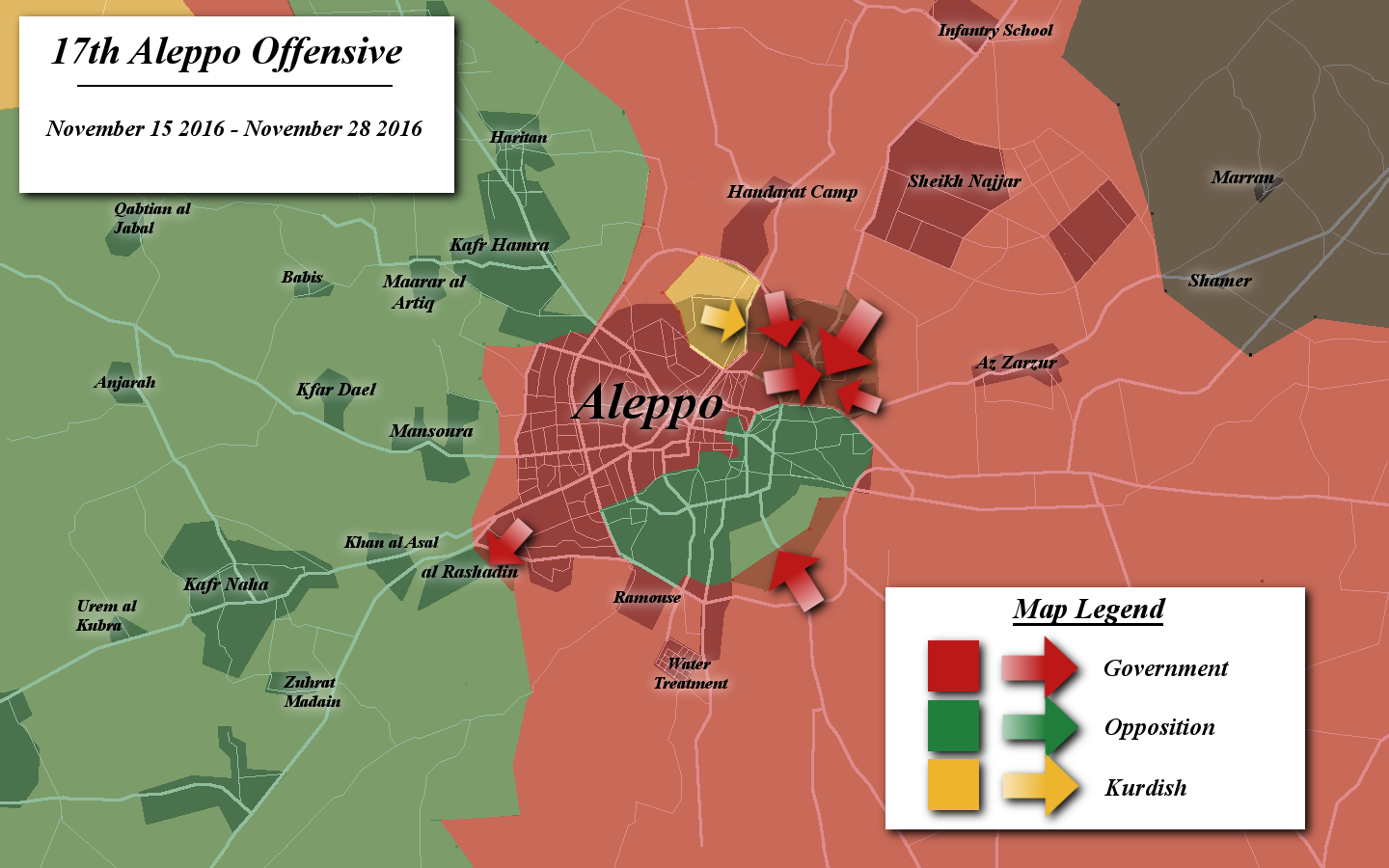
Avances del ejército y aliados en Alepo entre el 15 y el 28 de noviembre de 2016

El 16 de noviembre, el ejército sirio, apoyado por ataques aéreos rusos, asaltó los distritos de Rashidun y Aqrab en el suroeste de Alepo, pero fue repelido por los rebeldes. En medio de intercambios de bombardeos por ambas partes, se reanudaron los enfrentamientos en el distrito de Jamiat al-Zahra, en el oeste de Alepo.
El 19 de noviembre, tras un intenso bombardeo del este de Alepo, el ejército sirio intentó avanzar en el distrito de Sheikh Saeed en el sureste, pero los rebeldes lo repelieron de nuevo. Mientras tanto, las SAA avanzaron en el noreste.  El ejército se apoderó de las partes sur y central del distrito de Bustan Al-Basha, dejándolas en control del 75% del área. Además, por la noche, después de dos días de ataques aéreos sirios y rusos, las Fuerzas Tigre tomaron el control de la estratégica colina Zouhor, que domina el distrito de Hanano y la mayor parte del este de Alepo controlado por los rebeldes. Al mismo tiempo, el Ejército avanzó en el distrito de Aqrab, en el suroeste de Alepo. Las Fuerzas del Tigre también avanzaron hacia el suroeste desde la colina Zouhor hacia las antiguas fábricas de Sheikh Najjar, y se apoderaron de la mayoría de ellas después de intensos enfrentamientos.
Al día siguiente, el Ejército logró avanzar hasta la entrada del distrito de Hanano. Por la noche, se lanzó un contraataque rebelde contra la colina de Zouhor y el área de las fábricas y finalmente fue repelido. Al final del día, el Ejército logró ingresar al distrito de Hanano. El 21 de noviembre, el gobierno avanzó en las antiguas fábricas de Sheikh Najjar, las viviendas de Hanano y el cementerio islámico cercano, mientras que un segundo ataque del ejército en 48 horas se lanzó en el distrito sur de Sheikh Saeed. Aunque los rebeldes también repelieron este ataque, al parecer sufrieron numerosas bajas.

### Captura de Hanano
Al 22 de noviembre, los militares controlaban alrededor de un tercio de Hanano y al día siguiente la mitad del distrito. Según el grupo activista pro-oposición SOHR, si el Ejército lograba apoderarse de Hanano, podría aislar la parte norte de Alepo controlada por los rebeldes del resto de los distritos controlados por la oposición.
El 24 de noviembre, el ejército se adentró en el distrito de Hanano y tomó más de media docena de edificios clave. El objetivo del avance era dividir en dos la parte de Alepo controlada por los rebeldes. Los fuertes y sistemáticos bombardeos del gobierno causaron numerosas bajas rebeldes. Al día siguiente, las fuerzas gubernamentales controlaban gran parte de Hanano. Las fuerzas gubernamentales también tomaron el control de gran parte de los distritos del noreste de 'Ard Al-Hamra y del sur de Sheikh Lutfi, así como del sur de la colina 420.
El 26 de noviembre, las tropas gubernamentales controlaban Hanano, que fue el primer distrito de la ciudad que fue tomado por los rebeldes en 2012, y representó aproximadamente una cuarta parte de la ciudad bajo control de los rebeldes. Las fuerzas gubernamentales también intentaron avanzar en el distrito de Ard Al-Hamra y Jabal Badro, al sur de Hanano. Tras la captura de Hanano, entre 400 y 600 civiles abandonaron la parte de Alepo controlada por los rebeldes.

### Colapso de los rebeldes del noreste
El 27 de noviembre, las fuerzas gubernamentales lograron importantes avances después de un rápido colapso de las defensas rebeldes, capturando los distritos de Jabal-Badro, Ard Al-Hamra y Ba'ibdeen, mientras también se apoderó de partes del distrito de Sakhour y el puente Al-Sakhour.  Poco después, el ejército tomó el control de las fábricas del norte de Jandoul y aseguró el distrito de Ayn Al-Tal, así como gran parte de los distritos de Hallak Fuqani y Hallak Tahtani. Debido a estos avances, los rebeldes estaban en una retirada total, también abandonando el distrito de Bustan Al-Basha y partes de Haydariyah, y retirándose al sur de Alepo a través del distrito de Sakhour, que si se capturaba dividiría al rebelde en dos. En este punto, menos de un kilómetro separaba a las tropas gubernamentales que avanzaban en el este de Alepo de las del centro de la ciudad. 
El colapso del frente rebelde se atribuyó al gran volumen de bombardeos, la intensidad de los combates, el número de muertos y heridos y la falta de hospitales en funcionamiento. Cientos de civiles intentaron sacar provecho del colapso rebelde, y el número de civiles evacuados aumentó a casi 10,000 durante el día.
Por la noche, solo 500 metros separaban a los militares de cerrar la brecha entre el noreste y el sureste de la ciudad. En este punto, la distancia restante ya estaba bajo el control de fuego del Ejército. Además, el ejército completó su control de Hallak Al-Fukani, Hallak Al-Tahtani y Bustan Al-Basha, con el apoyo de los kurdos, mientras que el distrito nororiental de Inzarat también había sido tomado. Al menos 36 rebeldes se rindieron al ejército durante sus avances, mientras que, según los informes, varios de ellos habían desertado al SDF dirigido por los kurdos.
Al 28 de noviembre, toda la parte noreste de Alepo había caído. Temprano en el día, el ejército tomó el control de Haydariyah. Dos horas más tarde, las fuerzas gubernamentales también tomaron Sakhour, dejando rodeados los distritos rebeldes de Sheikh Kheder y Sheikh Fares. Poco después, el ejército también se llevó a Sheikh Khider, junto con partes de Sheikh Fares. El resto de Sheikh Fares fue capturado por las fuerzas kurdas, que se confirmó que tenían el control de partes de Hallak, Bustan Al-Basha,  Ba'ibdeen y Ayn Al-Tal también después de avanzar desde el distrito de Sheikh Maqsood. La situación general se describió como "la mayor derrota de la oposición en Alepo desde 2012",  y se rompió un estancamiento de cuatro años en la ciudad.
El 4 de diciembre, los residentes comenzaron a regresar a Hanano.

### El ejército sirio avanza hacia el sureste y captura el Viejo Alepo

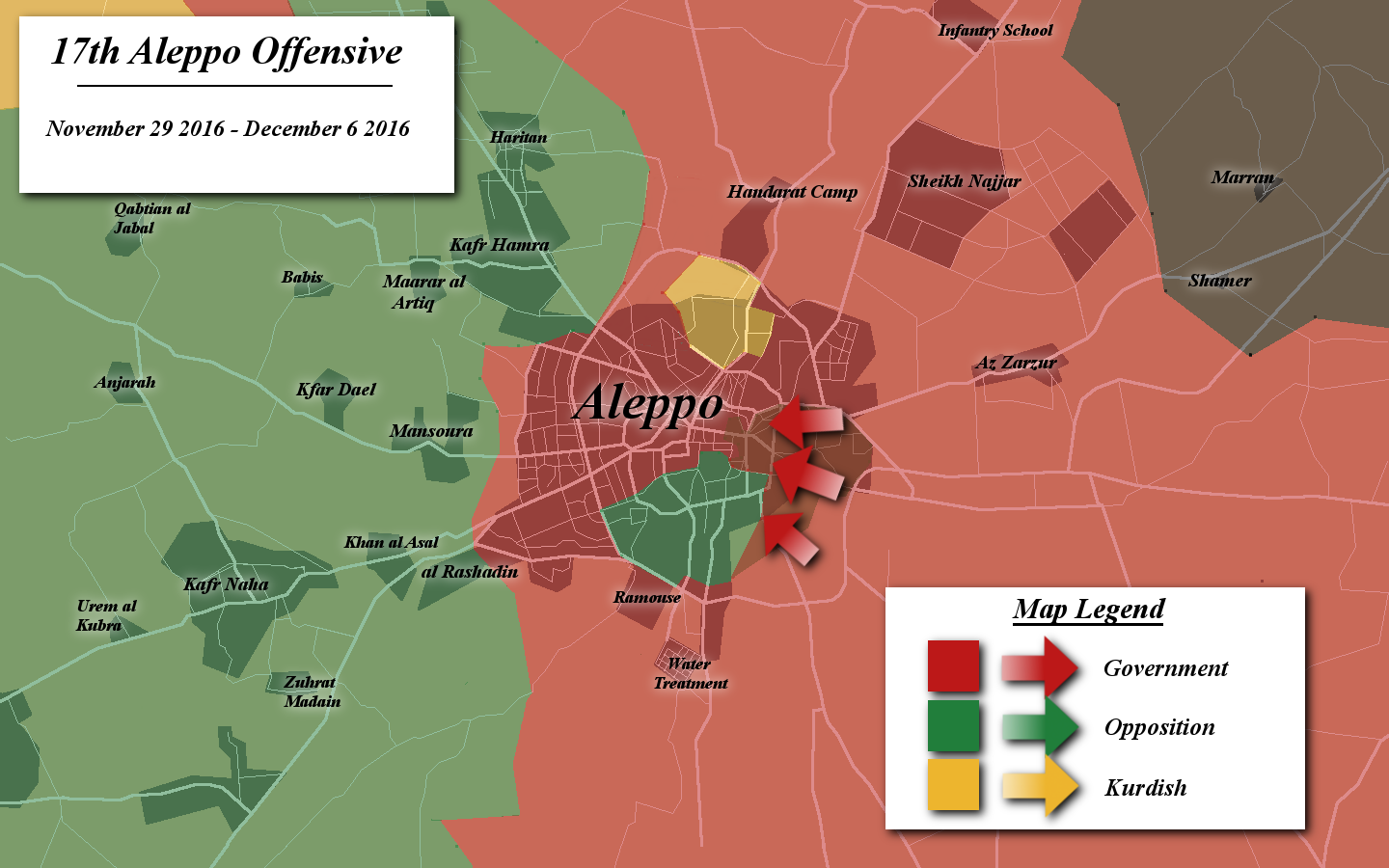
Avances del ejército y aliados en Alepo entre el 29 de noviembre y el 6 de diciembre de 2016

Tras el colapso de los rebeldes en el noreste, el ejército hizo su primer avance hacia el distrito sureste de Tariq al-Bab (al-Helwania). El 28 de noviembre, capturaron las áreas de Talet Barakat y Scientific Research Housing, al sur de Jabal Badro, y avanzaron hacia las viviendas de Ma'saraniyah Youth.
El 29 de noviembre, el ejército tomó gran parte de los barrios del sureste de al-Jazmati y al-Ma'saraniyah, a fin de asegurar el aeropuerto internacional de Alepo y su carretera. Al día siguiente, las SAA tomaron la mayor parte del distrito de Sheikh Saeed en la parte sur de la ciudad. Después de esto, capturaron varios bloques de construcción en el lado expuesto del distrito de Sukkari. Durante estos avances, el Ejército también despejó las áreas de Sadkop y Old Ramouseh, al sur de Sheikh Saeed.  Las fuerzas gubernamentales también avanzaron nuevamente en la zona de viviendas de los jóvenes de Ma'saraniyah y, según informes, la capturaron.  El 1 de diciembre, los rebeldes pudieron recuperar casi todo el distrito de Sheikh Saeed en un contraataque. Las tropas gubernamentales lograron retener el control de la sección sur del distrito. También recuperaron algunas posiciones en la zona de viviendas para jóvenes de Ma'saraniyah.
A partir del 2 de diciembre, los combates continuaron en Sheikh Saeed, con el ejército en control del 30% del distrito. Durante el día, nuevamente avanzaron en la zona. Mientras tanto, el Ejército lanzó un gran asalto en los barrios del sureste de Alepo, capturando dos distritos, Tariq al-Bab y Karm al-Trab. También tomaron el control de una gran parte del distrito de al-Jazmati. Con estos avances, las SAA aseguraron la carretera del aeropuerto y tenían el control del 60% de la parte de Alepo que anteriormente estaba en manos de los rebeldes.  En general, el Ejército avanzó un kilómetro hacia el territorio rebelde de la ciudad. Alrededor de la 01:00, durante los enfrentamientos del día, un Aero L-39 Albatros de la Fuerza Aérea Siria fue derribado por fuego rebelde y se estrelló en la parte central de la ciudad, con ambos pilotos muertos.
El 3 de diciembre, las fuerzas gubernamentales completaron su control de al-Jazmati y entraron en Mayssar. En este punto, Rusia buscó una retirada rebelde total de Alepo. Los rebeldes declararon que no rendirían a Alepo.
Al día siguiente, el Ejército hizo avances en el distrito de Mayssar, después de capturar las rotondas de al-Helwaniyah y al-Jazmati. En este punto, dos kilómetros separaban las unidades del Ejército que avanzaban de la Ciudadela de Alepo, controlada por el gobierno. Más tarde ese mismo día, las tropas gubernamentales capturaron Mayssar, así como el distrito de Dahret Awwad. Luego, el Ejército continuó convergiendo en la Ciudad Vieja de Alepo, asegurando los distritos de al-Qaterrji y al-Tahhan, y avanzando hacia Qadi Askar. También capturaron el Hospital Oftalmológico y llegaron a 500-1.000 metros de la Ciudadela y aislaron los distritos restantes al noreste de la misma. Las tropas gubernamentales también avanzaron en el distrito de al-Sha'ar, y algunos rebeldes ya se retiraron en previsión de su caída. Posteriormente, esa noche, el Ejército hizo más avances en Sha'ar. Mientras tanto, los combatientes de Fatah al-Sham junto con sus aliados allanaron un almacén que contenía armas, alimentos y gas. El almacén estaba custodiado por Jaysh al-Islam y los guardias, incluido un comandante, fueron detenidos. Esto provocó descontento entre la población civil de las zonas controladas por los rebeldes en medio de las malas condiciones de vida y la falta de alimentos y suministros. Según los informes, los combatientes de Fatah al-Sham también arrestaron a 150 combatientes del Jaysh al-Islam bajo los cargos de que iban a entregarse al avance de las fuerzas gubernamentales.
El 5 de diciembre, el ejército capturó el distrito de Qadi Askar, dejando a Sha'ar efectivamente cercado. Las fuerzas gubernamentales también tomaron varias partes de Sha'ar. Según un funcionario rebelde, consideraban que Sha'ar y el cercano Karm al-Jabal ya habían caído. Más tarde ese mismo día, los rebeldes lanzaron un gran contraataque en un intento por recuperar el territorio que habían perdido en los días anteriores. A pesar de las afirmaciones iniciales de que habían retomado gran parte de Mayssar, el contraataque finalmente fue repelido. Posteriormente, el Ejército reinició su avance alrededor de la Ciudadela.
El 6 de diciembre, el ejército se acercaba a Sha'ar, después de haber tomado el control de un tercio del distrito, y estaba al borde de la caída. Más tarde ese día, habían tomado el control total de Sha'ar, así como de otros cuatro distritos cercanos. Esto dejó a más del 70 por ciento de Alepo, anteriormente controlada por los rebeldes, bajo el control del gobierno. Se inició una retirada rebelde a gran escala de los distritos del norte de su bolsillo. Al mismo tiempo, el ejército capturó partes de los distritos del sur de Marjeh y Sheikh Lutfi. En Sheikh Lutfi, tomaron una colina que domina gran parte del distrito. Por la noche, se informó que cinco autobuses llenos de rebeldes salieron de la parte del sureste de Alepo controlada por los rebeldes, mientras el ejército avanzaba hacia la Ciudad Vieja de Alepo. Al final del día, vieja Alepo había sido tomada después de que los rebeldes se retiraran de sus tres vecindarios. También se tomó Sheikh Lutfi. Con estos avances, el Ejército había tomado el control de toda el área alrededor de la Ciudadela de Alepo. Una de las áreas tomadas en el Viejo Alepo fue la Mezquita Omeya, la más grande y una de las mezquitas más antiguas de la ciudad.

### Etapa final

#### Rebeldes al borde del abismo

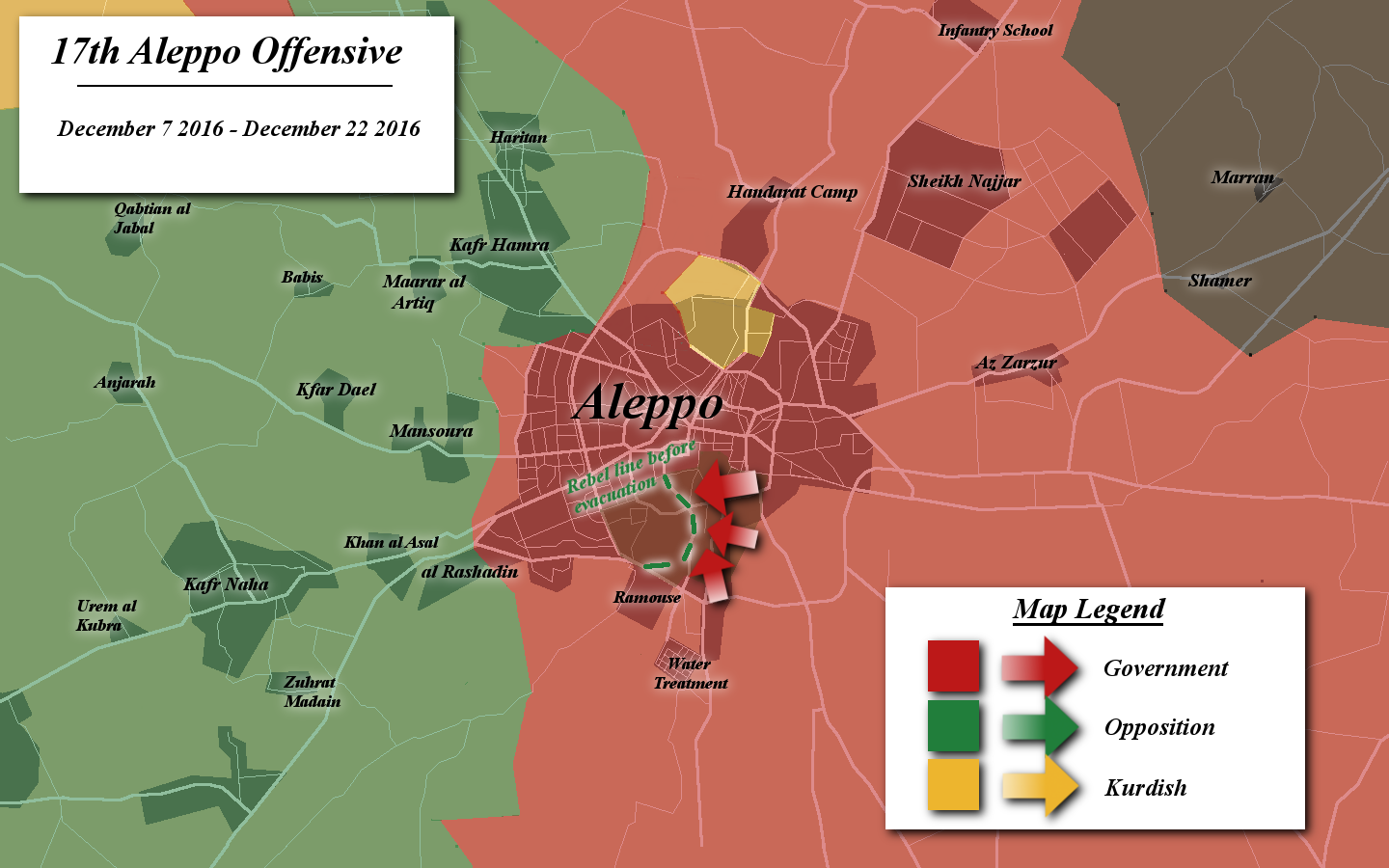
Mapa del empuje final del gobierno y la línea rebelde antes de la evacuación

El 7 de diciembre, el ejército continuó su ofensiva a gran escala, asegurando Sheikh Lutfi, mientras que también capturaba los distritos de Marjah, Bab Al-Nayrab, Maadi y Salheen. Al día siguiente, los militares comenzaron su última fase de la ofensiva, con un nuevo asalto a Sheikh Saeed, mientras se preparaban para asaltar el distrito de Sukkari. Durante el día, avanzaron en la zona de Sheikh Saeed.
A finales del 8 de diciembre, el ejército sirio detuvo su ofensiva para evacuar a unos 8.000 civiles de la zona. Los funcionarios rusos informaron que 10.500 habían sido evacuados en total, mientras que las Naciones Unidas (ONU) dijeron que los rebeldes estaban impidiendo que la gente se fuera. Aun así, a pesar de la pausa humanitaria anunciada, al día siguiente, hubo informes contradictorios, algunos indicaron que la lucha continuaba,   mientras que otros dijeron que la ofensiva del gobierno se reanudó después de un breve descanso. El 10 de diciembre, los funcionarios rusos informaron que hasta 50.000 personas habían sido evacuadas durante los dos días anteriores, mientras que también afirmaron que más de 1.200 rebeldes se habían rendido.  Se informó que una posible razón más para la interrupción del avance del Ejército era la ofensiva simultánea del EIIL contra Palmira, que desvió a las tropas de Alepo para defender la ciudad.
El 11 de diciembre de 2016, las fuerzas del gobierno sirio capturaron la totalidad o la mayoría de los tres distritos, al tiempo que avanzaban en otros dos. El asalto del Ejército estuvo acompañado de fuertes bombardeos, con explosiones a razón de más de una por minuto. Los ataques aéreos golpearon el último puente restante que unía el este y el oeste de Alepo. En este punto, los rebeldes habían propuesto un acuerdo negociado entre Estados Unidos y Rusia para dejar la ciudad hacia Idlib o hacia la frontera con Turquía. 
El 12 de diciembre, las fuerzas gubernamentales capturaron el distrito sur de Sheikh Saeed, lo que provocó un colapso a gran escala de la línea del frente rebelde en el distrito de Fardous, que también fue tomado, así como sus alrededores. Sheikh Saeed contenía el último molino y almacén de granos que quedaba de los rebeldes. Más tarde ese mismo día, los rebeldes se retiraron por completo al lado oeste del río Queiq y comenzaron a establecer una nueva línea de frente. Aun así, muchos rebeldes se rindieron, y el Ministerio de Defensa ruso puso el número en 728. Durante una pausa en los bombardeos en las horas de la mañana, cientos y miles de civiles huyeron a través de la línea del frente hacia las partes de Alepo controladas por el gobierno, mientras que las partes restantes controladas por los rebeldes se estaban superpoblando con cientos de combatientes rebeldes y miles de civiles.  En general, el Ejército aseguró nueve distritos durante el día e intentaba avanzar hacia el resto del territorio rebelde que constaba de tres barrios. Los rebeldes afirmaron que más de 180 personas fueron ejecutadas por las fuerzas gubernamentales en las áreas que habían tomado.  Esa noche, rebeldes de Fatah Halab y Jaysh al-Fatah aceptaron los términos de la rendición, según los cuales serían transferidos a las llanuras de Anadan, mientras estallaban las celebraciones callejeras en Alepo después de los informes de la victoria declarada del ejército sirio.   Aun así, la lucha contra los focos restantes de resistencia rebelde continuó hasta las primeras horas del 13 de diciembre.
El 13 de diciembre, se limpiaron las zonas restantes controladas por los rebeldes al este del río Queiq, y los rebeldes se apretujaron en una pequeña bolsa de aproximadamente 3,5 kilómetros cuadrados al oeste de la misma. La ONU declaró que tenía evidencia confiable de que en cuatro áreas 82 civiles fueron ejecutados por fuerzas progubernamentales, mientras que la agencia de la ONU para la infancia citó a un médico que un edificio que albergaba a más de 100 niños no acompañados estaba siendo atacado intensamente. El asesor humanitario de la ONU, Jan Egeland, concluyó que todos los gobiernos, como los de Rusia, Siria e Irán, que están suministrando armas a las fuerzas, militares o milicias, son directamente responsables de proteger la vida de los civiles.

#### Masacre denunciada por fuerzas progubernamentales
Después de la captura de partes de Alepo controladas por los rebeldes por parte del ejército sirio, la Oficina del Alto Comisionado de las Naciones Unidas para los Derechos Humanos, encabezada por el príncipe Zeid bin Ra'ad de Jordania, dijo que recibió "informes creíbles" de que las fuerzas leales al El gobierno estaba "disparando a civiles" y matando a residentes en sus casas en cuatro barrios diferentes de la ciudad de Alepo. El asesor humanitario de la ONU sobre Siria, Jan Egeland, nombró a una milicia chií iraquí progubernamental no especificada como responsable de la masacre.
Amnistía Internacional, al comentar los informes de la ONU, describió los asesinatos como crímenes de guerra y declaró: "Amnistía Internacional ha destacado anteriormente el uso generalizado y sistemático de las desapariciones forzadas por parte del gobierno sirio para atacar a la población civil en lo que ha constituido crímenes de lesa humanidad. Es fundamental que se desplieguen monitores independientes para prevenir nuevas desapariciones forzadas, torturas y otros malos tratos" El subdirector de investigación de Amnistía Internacional en Beirut también dijo: "Los informes de que civiles, incluidos niños, están siendo masacrados a sangre fría en sus hogares por las fuerzas del gobierno sirio son profundamente escandalosos pero no inesperados dada su conducta hasta la fecha. Tales ejecuciones extrajudiciales equivaldrían a crímenes de guerra".
El general de brigada sirio Samir Suleiman respondió: "Son afirmaciones falsas. El ejército árabe sirio nunca podrá hacer esto y nosotros nunca lo hemos hecho en la historia de nuestro ejército".
El jefe del Departamento de Operaciones Principal del Estado Mayor de Rusia, el teniente general Sergei Rudskoi, comentó que una " ueva campaña de información " difundida por "algunos políticos occidentales" dice que "las calles [de Alepo] están llenas de cadáveres mientras miles de residentes todavía se esconden en los sótanos" es "una mentira descarada". Dijo que los oficiales del Centro de Rusia para la Reconciliación de los bandos en conflicto en Siria y los representantes del Comité Internacional de la Cruz Roja que entraron junto con los soldados sirios "no encontraron cadáveres allí", ni tampoco fueron vistos por los "vehículos aéreos no tripulados [que] estaban transmitiendo en tiempo real a todo el mundo". Dijo que las acusaciones se basaron en "información de redes sociales y sitios web de militantes".

#### Alto el fuego y evacuación
Más tarde, el 13 de diciembre, se alcanzó un acuerdo de alto el fuego patrocinado por Rusia y Turquía, en virtud del cual se suponía que los rebeldes debían retirarse. Según los términos, se implementó el cese de los bombardeos en las áreas controladas por los rebeldes, mientras que los enfrentamientos terrestres debían cesar por la noche, después de lo cual se producirían las primeras evacuaciones de civiles. Todos los rebeldes restantes, junto con sus familiares, debían ser evacuados a las afueras occidentales de Alepo en las primeras horas del 14 de diciembre, después de lo cual continuarían hacia la gobernación de Idlib. Por la noche, Vitaly Churkin, Representante Permanente de Rusia ante las Naciones Unidas, y Alfarouq, líder de Ahrar al-Sham, confirmaron que todas las acciones militares habían cesado. Churkin informó que el ejército sirio tenía el control total de la ciudad, mientras que Alfarouq advirtió a los rebeldes que estuvieran preparados en caso de cualquier brecha.
Sin embargo, la evacuación se retrasó por razones desconocidas y ninguno de los autobuses de evacuación se estaba moviendo hacia los distritos del este a la hora programada. Algunos entraron brevemente la noche anterior, pero regresaron vacíos. Una fuente progubernamental informó que los disparos esporádicos desde áreas rebeldes antes de la salida programada hicieron que muchos soldados se preocuparan de que el acuerdo pudiera fracasar y un oficial militar declaró que la evacuación de rebeldes y civiles se había pospuesto indefinidamente debido a la mala comunicación y las disputas internas entre los rebeldes. En contraste, un funcionario rebelde culpó a las milicias chiitas progubernamentales de obstruir la evacuación.  Según los informes, Irán quería la evacuación simultánea de los heridos de dos pueblos sitiados por los rebeldes en la provincia de Idlib, que fue rechazada por los rebeldes. Una estación a favor de la oposición declaró que la evacuación podría retrasarse hasta el día siguiente. Pero pronto estallaron los ataques aéreos, los bombardeos y los enfrentamientos terrestres dejó roto el alto el fuego. El ejército ruso acusó a los rebeldes de romper el alto el fuego, afirmando que aunque el ejército lo había observado, los rebeldes dispararon contra un convoy destinado a la evacuación, mientras que el presidente turco Recep Tayyip Erdoğan acusó al ejército sirio de romperlo. El Observatorio Sirio de Derechos Humanos declaró que la presencia de 250 rebeldes no sirios a quienes el gobierno sirio quería detener para interrogarlos también era una de las razones por las que se rompió el acuerdo.
Posteriormente, según los informes, el territorio rebelde se había reducido a solo 2,5 km², después de que el Ejército cruzó el río y capturó al menos la mitad del distrito de Sukkari. Durante los combates, los rebeldes lanzaron un ataque contra las fuerzas progubernamentales utilizando coches bomba suicidas. Por la noche, se alcanzó un nuevo acuerdo de alto el fuego, con evacuaciones programadas para comenzar temprano el 15 de diciembre, tanto de Alepo como de las aldeas de Foua y Kafriya sitiadas por los rebeldes. Dos rebeldes y un oficial progubernamental confirmaron el alto el fuego y la evacuación de Alepo, pero hubo discrepancias sobre quiénes serían evacuados de las aldeas, y los rebeldes afirmaron que solo serían los heridos, mientras que el oficial progubernamental afirmó que aproximadamente Se trasladaría a 15.000 personas. Sin embargo, más tarde, la unidad de medios de Hezbollah negó estos informes, afirmando que las negociaciones estaban experimentando grandes complicaciones debido a la tensión y las operaciones en el frente.
El alto el fuego se reactivó durante las primeras horas del 15 de diciembre, y, según los informes, los rebeldes serían llevados a Khan Tuman . El Ministerio de Defensa ruso declaró que los soldados rusos liderarían la evacuación de los rebeldes con el gobierno sirio garantizando su seguridad, mientras que el Comité Internacional de la Cruz Roja ayudaría a transportar a los rebeldes heridos. El asesor humanitario de la ONU en Siria, Jan Egeland, declaró que los enfermos y heridos, incluidos los huérfanos, serían evacuados primero, seguidos por las personas vulnerables y luego por los rebeldes.
Pronto, la evacuación había comenzado, y alrededor del mediodía, la primera oleada de evacuados llegó al territorio controlado por los rebeldes al oeste de Alepo. Cerca de 1.000 personas, incluidos 300 niños y 28 heridos, fueron evacuados en el primer convoy. Según los informes, los combatientes de Jabhat Fatah al-Sham y sus prisioneros fueron los primeros en marcharse. Durante la evacuación, se informó que las milicias progubernamentales habían disparado contra las ambulancias que transportaban a los civiles cuando salían del este de Alepo. Según un informe, una persona murió y cuatro resultaron heridas, mientras que otra dijo que solo tres personas resultaron heridas. La televisión estatal siria informó que el convoy también evacuó a los combatientes rebeldes, mientras que según el negociador principal de los rebeldes, los combatientes serían evacuados después del primer o segundo convoy. Mientras tanto, según los informes, también habían comenzado las evacuaciones en Foua y Kafriya.  A medida que se iniciaba la retirada, los rebeldes quemaron sus centros de mando, almacenes y vehículos, mientras que el general ruso Viktor Poznikhir declaró que el ejército sirio casi había terminado sus operaciones en Alepo. Más tarde ese mismo día, el segundo y tercer convoy se habían ido, y el segundo evacuó a 1.198 personas. El enviado de la ONU para Siria, Staffan de Mistura, declaró que todavía quedaban por evacuar alrededor de 50.000 personas, de las cuales 40.000 civiles irían a Alepo Occidental, mientras que las 10.000 restantes, entre 1.500 y 5.000 rebeldes y sus familias, serían llevadas a Idlib.
En la mañana del 16 de diciembre, según SOHR, se había evacuado a 8.500 personas en total, incluidos unos 3.000 combatientes y 360 heridos, en nueve convoyes. También se había marchado el décimo convoy. Según los funcionarios rebeldes, el número de evacuados fue mucho menor, sin que ningún rebelde se fuera. La Cruz Roja calculó la cifra en 10.000. Más tarde durante el día, la evacuación se suspendió nuevamente, y el gobierno sirio culpó a los rebeldes por romper el trato. Según un informe, los rebeldes dispararon contra los vehículos destinados a la evacuación. Otros informes dijeron que se suspendió debido a que los rebeldes se negaron a permitir la evacuación de los heridos de Foua y Kafriya, que llevó a los manifestantes a bloquear la carretera que se utiliza para la evacuación en Alepo, exigiendo la evacuación de los dos pueblos. Otro informe indicó que se suspendió debido a que los rebeldes intentaron irse con cautivos  y sacar armas de contrabando. Los rebeldes negaron estos informes y acusaron a las milicias progubernamentales de bloquear la carretera que se utiliza para la evacuación y disparar contra los vehículos. El décimo convoy que transportaba civiles se volvió hacia el este de Alepo. En represalia por el ataque de la milicia al décimo convoy, dos rebeldes atacaron posiciones gubernamentales y resultaron muertos. Más tarde, se reanudaron los intensos combates y, según los informes, las fuerzas gubernamentales avanzaron en dos distritos. Mientras tanto, el Ministerio de Defensa de Rusia afirmó que el ejército sirio había completado la operación para capturar Alepo y estaba eliminando los últimos focos de resistencia. Más tarde también afirmó que la evacuación fue completa, con todos los civiles y 3.400 rebeldes que hicieron que la mayor parte de la fuerza de combate de los rebeldes fuera evacuada.
El 18 de diciembre se llegó a otro acuerdo, que también permitió la evacuación de Madaya y Al-Zabadani. La evacuación se reanudó más tarde ese mismo día. Posteriormente se suspendió de nuevo debido al ataque contra seis autobuses que se dirigían a Foua y Kafriya, pero se reanudó más tarde y se permitió la salida de un convoy que transportaba civiles. El Consejo de Seguridad de las Naciones Unidas votó el 19 de diciembre para monitorear la evacuación e informar sobre el estado de los civiles. La Cruz Roja declaró que 15.000 personas fueron evacuadas al final del día, lo que eleva el total a 25.000. Sin embargo, SOHR cuestionó la cifra del CICR y afirmó que para el 20 de diciembre se habían evacuado 16.200, incluidos varios miles de rebeldes, mientras que aún quedaban entre 2.000 y 3.000. El ejército sirio advirtió a los rebeldes el 20 de diciembre de que entrará en el territorio bajo su control más tarde ese mismo día y les dijo a todos que abandonaran el este de Alepo. La evacuación nuevamente se estancó más tarde en el día, pero se reanudó al día siguiente. El SOHR declaró más tarde que el último grupo de evacuados se había ido y el ejército sirio había tomado el control de la ciudad de Alepo. Sin embargo, un funcionario rebelde declaró que las evacuaciones aún estaban en curso.  Más de 34.000 personas, incluidos más de 4.000 rebeldes, fueron evacuadas en la mañana del 22 de diciembre, según un comunicado de la Cruz Roja. El ejército sirio anunció más tarde que había retomado el control total de la ciudad después de que los últimos combatientes rebeldes fueran evacuados. Un funcionario rebelde también declaró que la evacuación se había completado. Posteriormente, la Cruz Roja confirmó que la evacuación de todos los civiles y rebeldes se había completado.
En los días posteriores a la evacuación, 63 soldados y milicianos progubernamentales fueron asesinados por trampas explosivas dejadas por los rebeldes en retirada en la antigua parte de Alepo controlada por los rebeldes.

#### Masacre denunciada por fuerzas rebeldes
El ejército sirio acusó a los rebeldes yihadistas de Fatah Halab y Jabhat Fateh al-Sham de llevar a cabo una masacre antes de abandonar los últimos barrios del este de Alepo. Según los informes, más de 100 prisioneros de guerra del ejército sirio, en su mayoría hombres jóvenes de entre 18 y 25 años, fueron ejecutados sumariamente por los rebeldes antes de su salida de los distritos de Sukkari y Bustan Al-Qasr del este de Alepo, según el ejército sirio. Los soldados fueron capturados durante la batalla de cuatro años por la ciudad de Alepo. Sin embargo, el grupo activista opositor SOHR negó la acusación del Ejército y afirmó que las decenas de cadáveres encontrados pertenecían a soldados que murieron durante los enfrentamientos en las afueras del sur de la ciudad.
El Alto Mando del Ejército exigió la liberación de estos soldados antes de que los rebeldes partieran del este de Alepo; sin embargo, este último negó tener rehenes. Según  Al-Masdar News, inicialmente se dijo que Jabhat Fateh Al-Sham (anteriormente Jabhat Al-Nusra) estaba detrás de la supuesta masacre en el este de Alepo; sin embargo, más tarde se dijo que fueron Ahrar Al-Sham y Harakat Nouriddeen Al-Zinki los responsables.

## Reacciones internacionales
- United Nations - Jens Laerke, a spokesman for the United Nations office coordinating emergency relief, called the events "a complete meltdown of humanity".[286]
- Yemen - Yemeni Government PM in Sanaa, in a telephone conversation with Prime Minister of Syria, congratulated Aleppo freedom and expressed hope that soon the complete liberation of Iraq and Yemen would be met.[287][288]
- Iran - Iran President & Defense Minister, in separate telephone conversations with their Syrian counterpart, congratulated the Syrians on the full liberation of Aleppo from jihadists.[289][290]
- Russia - Russian Defense Minister declared "we did the impossible in Aleppo" and liberation of Aleppo helps peace to be settled in Syria.[291]
- Singapore - On 15 December 2016, the Singapore Red Cross committed US$10,000 in support of displaced and affected communities in affected areas such as Aleppo.[292]
- Algeria - Algerian Foreign Minister, Ramtane Lamamra, on the sidelines of the conference of peace and security in Africa, stated that Syrian government victories in Aleppo are "regaining supremacy and hegemony over the city and defeating terrorism".[293]

## Consecuencias y evaluaciones
El presidente Bashar al-Assad declaró que la victoria en Alepo no solo pertenecía al ejército sirio, sino que también era una victoria para los aliados de Siria, Rusia e Irán. También dijo que la victoria era un "paso básico en el camino para acabar con el terrorismo en todo el territorio sirio y crear las circunstancias adecuadas para una solución que ponga fin a la guerra".
Algunos comentaristas también señalaron que, si bien la victoria en Alepo era un signo seguro de la creciente influencia rusa, se creía que Irán era el mayor beneficiario del resultado de la batalla. Se pensaba que el próximo objetivo del ejército sirio sería la reconquista de toda la provincia de Alepo.